# Štefan Bitežnik
Štefan Bitežnik, slovenski založnik, komisionar in knjigarnar, * 27. maj 1801, Grgar, † neznano.

## Življenje in delo
Štefan Bitežnik (tudi Bittesne(c)k), oče kamnoseka in kiparja Blaža Bitežnika, se je rodil v slovenskima kmetoma. Najprej je bil stražnik. Nato pa se omenja kot komisionar pri knjigi Čudna mederca (Videm, 1936), drugič pa se omenja pri knjižici Čudna historija devize Marie (Videm, 1837) in sicer ob imenu Jabtiza, ki je bil verjetno njegov družabnik. Slednji je podpisan še na enem tisku iz tega leta Kristusov vert ali zbrane molitve (Videm, 1837).